# اخترشناسی فروسرخ دور

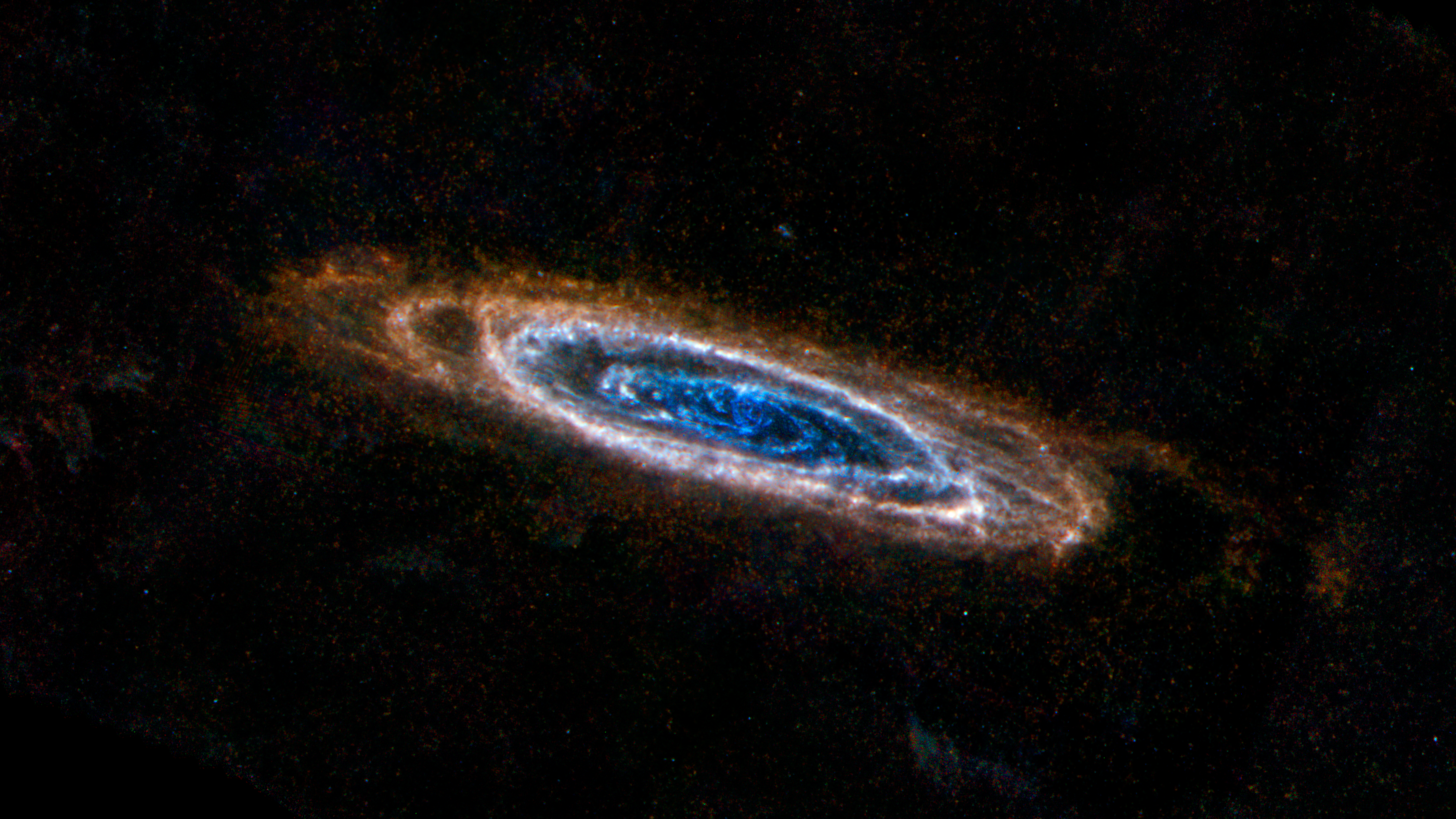
تصویر فروسرخ دور رصدخانه فضایی هرسشل از کهکشان آندرومدا.

اخترشناسی فروسرخ دور (انگلیسی: Far-infrared astronomy) شاخه‌ای از اخترشناسی و اخترفیزیک است که با اجرام قابل دید در بازه تابش فروسرخ دور (در بازه طول‌موج ۳۰ میکرومتر به سمت اخترشناسی تا ۴۵۰ میکرومتر ارتباط دارد.
ستارگان در طول‌موج‌های فروسرخ دور درخشندگی خاصی ندارند اما گسیل گرمایی از جسم بسیار سرد (۱۴۰ کلوین یا کمتر) را می‌توان مشاهده کرد که در طول‌موج‌های کوتاه‌تر دیده نمی‌شود. این وضعیت به‌دلیل تابش گرمایی غبار کیهانی موجود در ابر مولکولی است.